# محوطه پارک مهرگان
محوطه پارک مهرگان در شهرستان پاسارگاد، بخش مرکزی، دهستان کمین، شمال شرقی باغات روستا ی علی‌آباد، ۵۰ متری شمال پارک مهرگان واقع شده و این اثر در تاریخ ۱۸ شهریور ۱۳۸۷ با شمارهٔ ثبت ۲۳۲۰۲ به‌عنوان یکی از آثار ملی ایران به ثبت رسیده است.